# Walter Jacob (Maler)
Walter Jacob (eigentlich Walter Friedrich Richard Jacob, * 21. Oktober 1893 in Altenburg; † 13. Juli 1964 in Hindelang im Allgäu) war ein Maler, der zur zweiten Generation des Expressionismus gehörte.

## Leben und Wirken

### Die Anfänge
Als Sohn des Altenburger Dekorationsmalers Richard Jacob entdeckte der junge Walter Jacob schon früh sein künstlerisches Interesse. Nachdem er zwei Lehren abgebrochen hatte, begann er eine Lehre zum Dekorationsmaler in Meerane und traf dort auf den Schüler von Gotthardt Kuehl (1850–1915), Ernst Müller-Gräfe (1879–1954), der ihn für die Zeit von 1910 bis 1913 künstlerisch förderte und unterstützte. Zwischen ihm und Müller-Gräfe entstand ein reger Briefaustausch, in dem Jacob dem erfahrenen Maler seine Studien zur Beurteilung sendete. Jacob war entschlossen, Künstler zu werden und brach auch seine dritte Lehre schließlich ab, um sich ganz seiner künstlerischen Karriere zu widmen. Durch Auftrags- und Gelegenheitsarbeiten verdiente er sich einen Lebensunterhalt, der jedoch kaum ausreichte, um teure Malutensilien zu bezahlen. So entstanden in seinem Frühwerk vor allem Zeichnungen. Im Jahr 1912 nahm er erstmals an einer Kollektiv-Ausstellung Galerie Beyer & Sohn in Leipzig teil. Max Klinger (1857–1920) erwarb eine Zeichnung Jacobs.
1911 setzte der Briefwechsel mit dem späteren Altenburger Archivar Walter Grünert (1889–1980) ein, durch den die meisten Kenntnisse zu den Lebensumständen, den Werken und ihren Hintergründen, den Schaffensperioden, Ausstellungsbeteiligungen und Begegnungen mit anderen Künstlerinnen und Künstlern Walter Jacobs bekannt wurden. Aufgrund eines Auftrag wurde es Jacob ermöglicht, im August 1911 in Münsa, einem kleinen idyllischen Vorort von Altenburg, zu leben und zu arbeiten. Dort begegnete er Künstlern wie Heiner Dikreiter (1893–1966), Ernst Geitel (1877–1970) oder Otto Pech (auch Pix genannt, 1882–1950). Die Werke, die in diesem Zeitraum entstanden, sind noch am Impressionismus orientiert. Zu Jacobs Vorbildern zählen Paul Cézanne (1839–1906), Wilhelm Leibl (1844–1900), Max Liebermann (1847–1935) und Vincent van Gogh (1853–1990).
Jacob war bemüht, Altenburg zu verlassen und suchte den Kontakt nach Dresden zur Kunstakademie, aber auch zu Galerien wie z. B. der Kunsthandlung Arnold. Neben Selbstbildnissen entstanden vor allem Landschaftsdarstellungen, in denen bereits eine besondere Beziehung zum Umgang mit Farbe deutlich wurde.

### Erster Weltkrieg
Im August 1914 meldete sich Walter Jacob als Kriegsfreiwilliger. Nachdem er verwundet worden war, beantragte er ein Stipendium der Lindenau-Zachschen-Stiftung, wodurch ihm ein Studium an der Königlichen Kunstakademie Dresden möglich wurde. Im Herbst 1916 wurde Jacob erneut einberufen. Mit Unterstützung seines Professors Robert Sterl (1867–1932) kann er ab 1918 weiter studieren. Aus den Briefen an seinen Freund Walter Grünert geht nicht hervor, welche Einstellung Jacob zum Krieg hatte. Zeichnungen dokumentieren nüchtern seine Eindrücke.

### Auf der Suche
Ab 1919 setzte eine produktive Schaffensphase ein, die mit farbintensiven Bildern Jacobs künstlerische Entwicklung dokumentieren. In Dresden war er mit den Mitgliedern der Sezession Gruppe 1919 verbunden, er schloss Freundschaft mit Oskar Kokoschka (1886–1980) und war der Ateliernachbar von Otto Dix (1891–1969), außerdem nahm Jacob an Gruppenausstellungen in den lokalen Galerien teil. Auf seinen Grafiken sind deutliche Einflüsse der Künstler Heinrich Campendonk (1889–1957) oder Marc Chagall (1887–1985) zu erkennen, deren Arbeiten Jacob in Dresden in Ausstellungen gesehen haben muss. Obwohl er sich wehrte, einer speziellen Kunstrichtung anzugehören, wurde sein Stil ausdrucksstärker und war nun erkennbar vom Expressionismus beeinflusst. Bereits zu dieser Zeit ist Jacob glühender Verehrer von Emil Nolde (1867–1956). Im Jahr 1920 nahm er Kontakt zum Kunstsammler und Förderer Heinrich Kirchhoff (1874–1934) auf, der ihm nur wenige Zeit später einen Aufenthalt im Kloster Eberbach möglich machte. Durch einen zweijährigen Vertrag mit Kirchhoff konnte Jacob frei und zum ersten Mal finanziell unbesorgt arbeiten. Dies spiegelt sich in seinen Arbeiten wider, die bis heute zu den bedeutendsten in der Sammlung des Lindenau-Museums Altenburg gehören. Bilder wie „Kloster Eberbach“ oder „Eisenbahnkurve“ aus dem Jahr 1920 sind Dokumente einer kreativen und künstlerisch gefestigten Zeit Jacobs. Anschließend ging er mit seiner Freundin Katja Fiedler nach Hallig Hooge. Diese Entscheidung bezeichnete Walter Jacob später als die wichtigste seines Lebens.

### Natur und Freiheit
Zwischen 1921 und 1928 lebte Jacob auf dem Land, am Meer und in den Bergen. Die Kraft der Natur, die Jacob nahezu anbetete, wirkte auch auf die Persönlichkeit des Malers. Er malte auf Hallig Hooge, in Oberaudorf, in Worpswede oder im Kurort Kipsdorf im Erzgebirge. Gemeinsam mit Katja Fiedler, die ebenfalls malte, war er produktiv, fleißig und rastlos. Aus den Briefen an Grünert geht hervor, wie sehr Jacob mit sich und seiner Umgebung im Einklang war. Selbst die immerwährende Not, Material und Wohnraum zu beschaffen, trübte seinen Ehrgeiz und seine Liebe zur Kunst nicht. Der Versuch, sich in Berlin unter die Kunst- und Kulturszene zu begeben, scheiterte und niemand geringeres als Emil Nolde ermöglichte ihm mit finanzieller Unterstützung den Rückzug in die ersehnte Einsamkeit. Die Großstadt beschrieb Jacob selbst als „das schrecklichste Gift für ihn“ – eine Erkenntnis, die ihn zeitlebens begleiten sollte. Sein Stil wird entgegen der expressiven Farbkompositionen und farbintensiven Motive etwas ruhiger und gesetzter. Im Jahr 1925 entsteht ein Selbstbildnis, das deutlich macht, wie sehr er sich in der Kunst angekommen fühlt. Trotz negativer Erfahrungen in der Hauptstadt, stellte sich Walter Jacob selbstbewusst und mit festem durchdringendem Blick dar.

### Im Nationalsozialismus
Nach Aufenthalten in Deutschland und in der Schweiz unternahm Walter Jacob im Jahr 1928 eine Reise nach Dalmatien, die er als glückliche Zeit beschrieb. Ein Jahr später begann in München eine schwere Krise und Jacob erlitt einen seelischen Zusammenbruch. Die Weltwirtschaftskrise brach herein, Jacob hielt sich im teuren München auf und versuchte seine Kunst zu etablieren. Die genauen Gründe für seinen psychischen Zustand sind nicht eindeutig ergründet. Zum 1. April 1932 trat er der NSDAP (Mitgliedsnummer 1.059.278) und im selben Jahr der SA bei. In Briefen ist lesbar, wie nah er sich dem Regime der Nationalsozialisten fühlte.
Trotz seines aktiven Wirkens für die Nationalsozialisten wurden 1937 wurden im Rahmen der deutschlandweiten konzertierten Aktion „Entartete Kunst“ aus dem Lindenau-Museum Altenburg/Thür., dem Stadtmuseum Dresden und den Kunstsammlungen der Universität Göttingen Aquarelle, Druckgrafiken und Tafelbilder Jacobs, die nicht dem nazistischen Kunstkanon entsprachen, beschlagnahmt. Einige wurde auf der Wanderausstellung „Entartete Kunst“ präsentiert. Es gibt jedoch eine anderslautende Information, dass diese infolge seiner eigenen Courage oder der seiner Frau wohl kurz vor der Eröffnung aus der Präsentation entfernt wurden. Bis auf ein Ölgemälde, dessen Verbleib ungeklärt ist, wurde alle beschlagnahmten Arbeiten vernichtet.
Jacob blieb jedoch Mitglied der Reichskammer der bildenden Künste und konnte ausstellen. Seine Teilnahme an neun großen Ausstellungen ist sicher belegt, darunter 1940 die Große Deutsche Kunstausstellung in München mit dem Ölgemälde Kameraden, das der Nazi-Führer Adolf Wagner für 2000 RM erwarb.
Privat trennte sich Jacob von seiner Frau Katja und heiratete im Jahr 1934 Charlotte Brünner. Am 13. Januar 1934 wurde seine erste Tochter Michaela geboren. 1937 zog er in das ehemalige Malerdorf Dachau bei München. Nur wenige Arbeiten aus dieser Zeit haben sich erhalten. 1942 stellte ihm ein Freund in Schwallenbach bei Spitz an der Donau ein Atelier zur Verfügung. Nach 1945 wurde Jacob aus Österreich ausgewiesen und zog mit seiner Familie nach Bad Hindelang ins Allgäu. Seine zweite Tochter Friederike wurde geboren.

### Nachkriegszeit und Spätwerk
Die Nachkriegszeit bedeutete für Walter Jacob einen Neubeginn und die Auseinandersetzung mit der Vergangenheit. Bilder wie „Die Gehetzten“ oder „Turm des Elends“ dokumentieren seine Gedanken und sind Reflexionen seiner Eindrücke im Krieg, seinem eigenen Verlust und der Einsamkeit, mit der er in den Bergen konfrontiert wurde. Es entstanden die Reihen „Bergdämonen“ und „Der verlorene Sohn“, mit der er möglicherweise sein eigenes Verhältnis zur Familie verarbeitete, die ihn und seinen Wunsch, Maler zu sein, nie anerkennen wollte. Zeitgleich setzte für ihn auch eine liebevolle Zeit mit der Familie ein, Bilder seiner Kinder und seiner Frau entstanden. Immer wieder zog es Jacob in die einsame Auseinandersetzung mit der Kunst und mit sich selbst. Die Berge, die Seen und die Himmel waren seine steten und treuen Begleiter. 1952 beteiligte er sich mit dem Bild „Der Schweißer“ an der Düsseldorfer Ausstellung „Eisen und Stahl“. Zu diesem Motiv entstanden einige begleitende Zeichnungen in unterschiedlichen Techniken. Im Jahr 1956 fand in der Galerie Andre Maurice am Boulevard Haussmann in Paris eine repräsentative Übersicht seines Schaffens statt. Die Ausstellung war bis dahin die wohl größte in seinem Leben. Die „Weltkunst“ berichtete, dass 200 Gemälde, Zeichnungen und Aquarelle gezeigt wurden. In der französischen Presse erhielt die Schau gute Kritiken. Im Folgejahr war er an einer internationalen Ausstellung des „Salon de l‘Art libre“ in Paris beteiligt. Obwohl sich Walter Jacob nie positiv zur Entwicklung der abstrakten Kunst äußerte, finden sich in seinem Spätwerk zahlreiche Aquarelle, die eine überraschend abstrakte Bildsprache offenbaren. Er nahm Bezug auf eigene Arbeiten aus den 1920er Jahren und entwickelte diese in farbintensiven Studien, die sogar einen asiatischen Charakter aufweisen, weiter. 1962 wurde die Ehe, die wohl der langen Trennung nicht standgehalten hatte, geschieden. Er bewahrte zu seiner Frau ein inniges freundschaftliches Verhältnis. Seine letzte Gefährtin war Elisabeth Werner (1915–2010), eine Künstlerin aus Hindelang, der er auch Malunterricht gab.
Jacob schonte weder seinen Geist, noch seinen Körper. Alkohol gehörte zum festen Bestandteil seines Alltags. Die sich häufenden Krankheiten bezog er auch in seine Kunst mit ein und so sind in Bildern wie „Elegie“ oder „Selbst mit gelbem Pullover“ Anzeichen von depressiven Tendenzen zu erkennen. Am 13. Juli 1964 starb Walter Jacob, nachdem er sein letztes Gemälde mit dem Titel „Dein Wille geschehe“, beendet hatte.

## Museen und öffentliche Sammlungen mit Werken Jacobs (unvollständig)
- Altenburg/Thür.: Lindenau-Museum
- Berlin: Nationalgalerie Berlin
- Dresden: Galerie Neue Meister[15]
- Dresden: Städtische Galerie Dresden
- Dresden: Kupferstich-Kabinett Dresden
- Los Angeles: The Los Angeles County Museum of Art
- New York: Museum of Modern Art[16]
- Wiesbaden: Museum Wiesbaden

## Ausstellungen (Auswahl)
- 1912: Galerie Bayer + Sohn, Leipzig
- 1921: Erste Einladung zur Deutschen Künstlerbundausstellung
- 1922: Kollektive Ausstellung im Rahmen der Künstlervereinigung Dresden
- 1923: Galerie Tannhäuser, München, Galerie Arnold, Dresden, Galerie Heumann-Nierendorf, Berlin
- 1925: Kollektiv Galerie Wiltschek, Berlin
- 1926: Persönliche Einladung zur Akademie Ausstellung Berlin von Prof. Max Liebermann
- 1930: Glaspalast, München
- 1933: Kollektivausstellung Galerie Arnold, Dresden
- 1934: Neue Pinakothek, München
- 1937: Neue Pinakothek, München
- 1952: Ehrenhof in Düsseldorf, Kunstausstellung Eisen und Stahl. Düsseldorf
- 1956: Retrospektive, Galerie Andre Maurice am Boulevard Haussmann, Paris
- 1993: Lindenau-Museum Altenburg: „Walter Jacob: Eine Retrospektive. Teil I 1911–1935. Malerei, Zeichnung, Druckgrafik“[17]
- 1994: Lindenau-Museum Altenburg: „Walter Jacob: Eine Retrospektive. Teil II 1945–1964. Malerei, Zeichnung, Druckgrafik“[18]
- 2014: Städtische Galerie In der Badstube (Wangen im Allgäu): „Walter Jacob (1893–1964): Expressionist der zweiten Generation. Malerei, Zeichnung, Graphik“[19]
- 2019: Deutsches Hutmuseum Lindenberg: „Verbaute Biographien – Künstler in der NS-Zeit“[20]
- 2024: Lindenau-Museum Altenburg: „Feuer und Farbe – Gemälde und Grafiken von Walter Jacob“[21]